# 훈공장

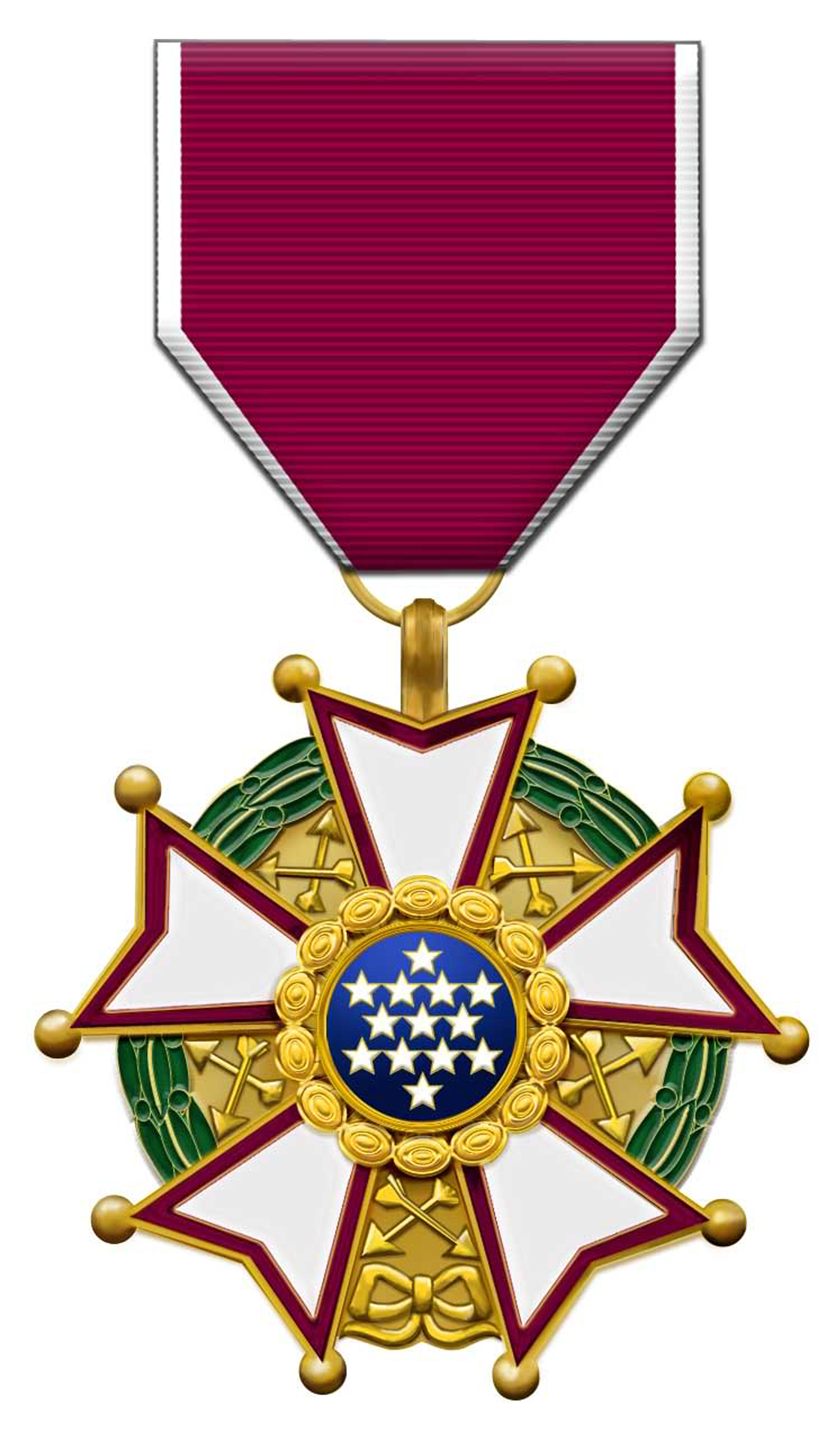
리전 오브 메리트

훈공장(勳功章, 영어: Legion of Merit)는 미군의 공로훈장으로 외국군에게도 수여된다.

## 개요
적과의 전투에서 공적을 올린 군인에게 수여된다. 4가지 등급으로 나뉘어 있다.
1. 최고사령관 (Chief Commander)
2. 사령관 (Commander)
3. 장교 (Officer)
4. 레지온네어 (Legionnaire)

그 중 상위 3등급은 외국 고관에만 수여된다. 제2차 세계 대전 중인 1942년 7월 20일에 제77회 국회 (공법 671)에 의해 제정되어 10월 29일에 프랭클린 루즈벨트 대통령의 대통령령 9260호에 의해 제정되었다.
디펜스 슈피리어 서비스 메달(Defense Superior Service Medal)의 하위 서열에 해당한다. 디펜스 슈피리어 서비스 메달은 비전투원인 군인에게 수여되는 2번째로 높은 훈장이다. 국방공로훈장, 디펜스 슈피리어 서비스 메달, 리전 오브 메리트 순서다.
수훈 비행 십자장(Distinguished Flying Cross) 보다는 상위에 위치하며, 그 순서에 따라 패용한다. 육군, 공군에서 여성이 자켓 착용 시, 해군은 블랙 타이 상당의 정장을 입었을 때에는 축소 훈장을 착용한다.
평시에도 수여되며, 어려운 미션에서 남다른 업적을 올린 군인에게 수여된다. 여러 번 수상 할 수 있으며, 두 번째 수상에서 육군,  공군은 떡갈나무 잎를 본뜬 클러스터(oak leaf cluster)가 부속되고, 해군, 해병대, 해안경비대는 별 모양의 어워드 스타(award star)가 부속된다. 또한 특히 전투 시의 업적에 대해 수여되는 경우에는 밸러 디바이스(Valor device, 컴뱃 V)라는 V 자형 장식이 붙는다.

## 사례
1951년, 미국 해병대에서 통역장교로 복무하며 장진호 전투 등에 참가한 이종연 중위가 리전 오브 메리트(Legion of Merit)를 받았다.
2008년 5월 6일, 한미연합사 한국군 주임원사로 근무하며 한미동맹 가교역할을 해온 천기칠(55·기행184기) 원사는 최근 용산기지에서 열린 주임원사 이임식에서 버웰 벨 한미연합사령관으로부터 뜻깊은 선물을 받았다. 미국 정부가 외국군에게 주는 최고 공로훈장인 리전 오브 메리트(Legion of Merit)였다. 지금까지 한국군 부사관은 물론 외국군 부사관 중에서 미 정부 공로훈장을 받는 것은 천 원사가 처음이다.
2018년 10월 4일, 합동참모본부에 근무 중인 하성우 대령이 최근 한미 동맹 강화와 연합전투력 증진에 기여한 공을 인정받아 미국 정부에서 공로훈장(LOM)을 받았다.
2018년 10월 10일, 김영식 예비역 대장이 한미동맹 강화와 연합전투력 증진에 기여한 공을 인정받아 미국 정부로부터 공로훈장 리전 오브 메리트(Legion of Merit)를 받았다. LOM은 미 연방 정부가 1942년에 제정한 공로훈장으로 군 생활 중 특별한 공훈을 세운 내외국 군인에게 주어지며 외국군에게 수여하는 최고 훈격의 훈장이다. 김 장군이 미 공로훈장을 받은 것은 지난 2004년에 미 근무공로훈장을 받은 데 이어 이번이 두 번째다.
2019년 4월 2일, 미국을 방문중인 정경두 국방부 장관이 합참의장 재임시절 한미동맹 강화와 한반도의 평화와 안정에 기여한 공로를 인정받아 미국 마이어 합동기지 컨마이홀에서 공로훈장인 리전 오브 메리트(Legion of Merit)를 받았다. 미 공로훈장 리전 오브 메리트(Legion of Merit)는 미 정부가 병역 복무 중 특별한 공훈을 세운 자를 표창하기 위하여 1942년에 제정한 훈장으로 외국군에게 수여하는 최고등급의 훈장이다.

## 갤러리

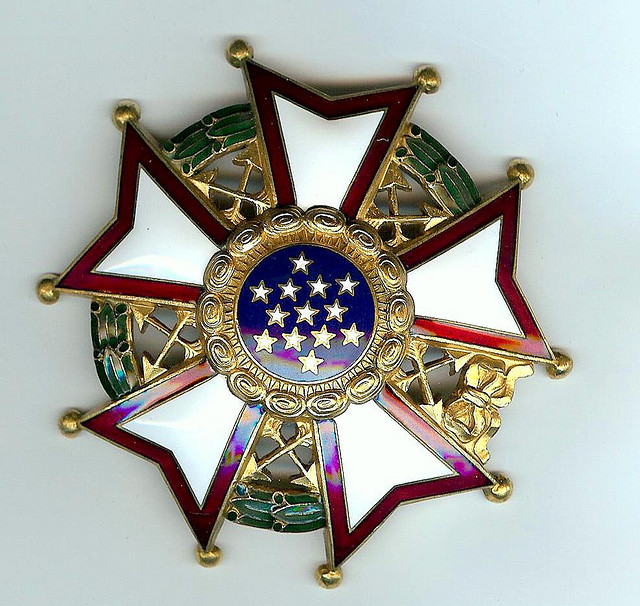
최고사령관
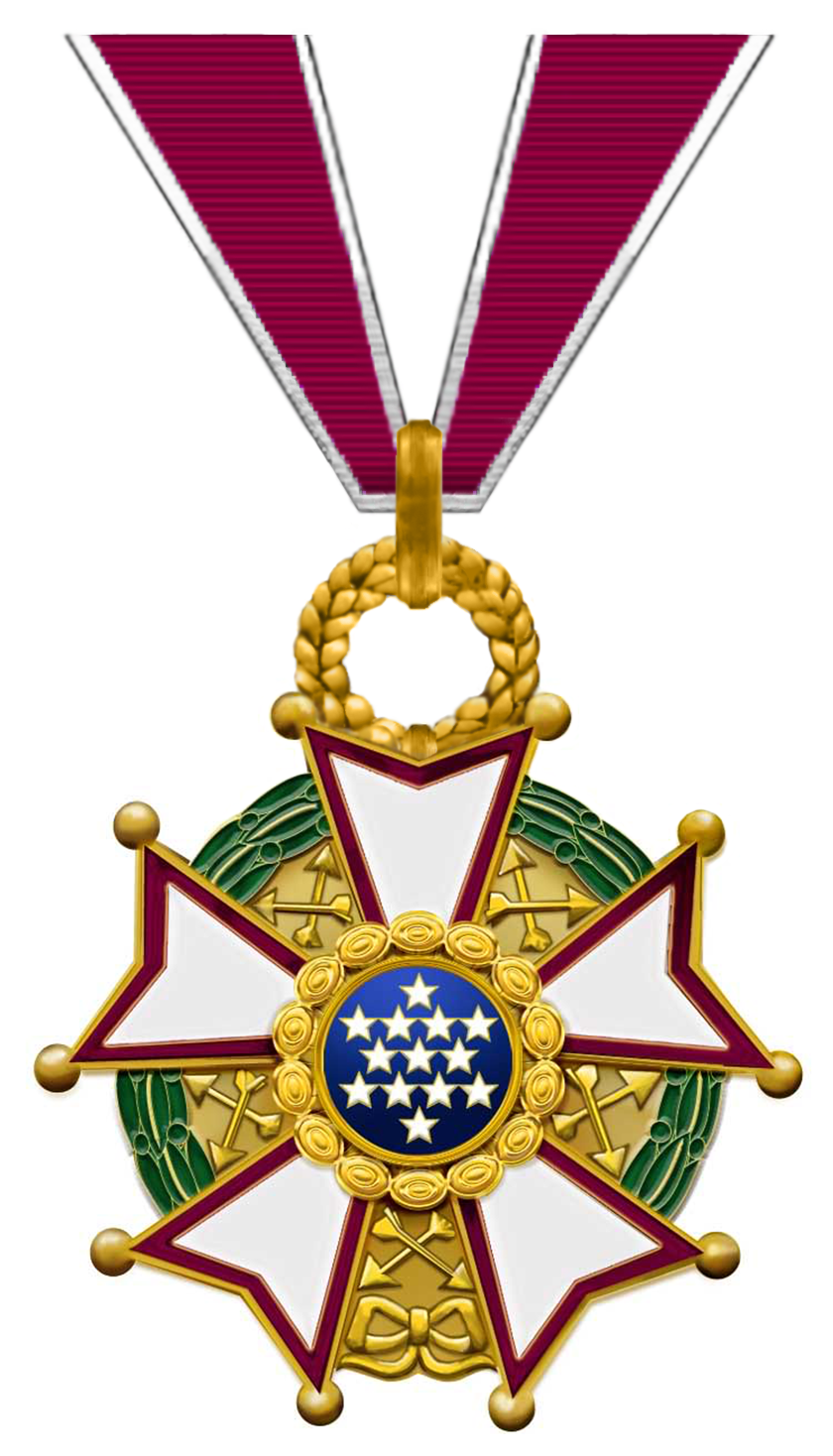
사령관
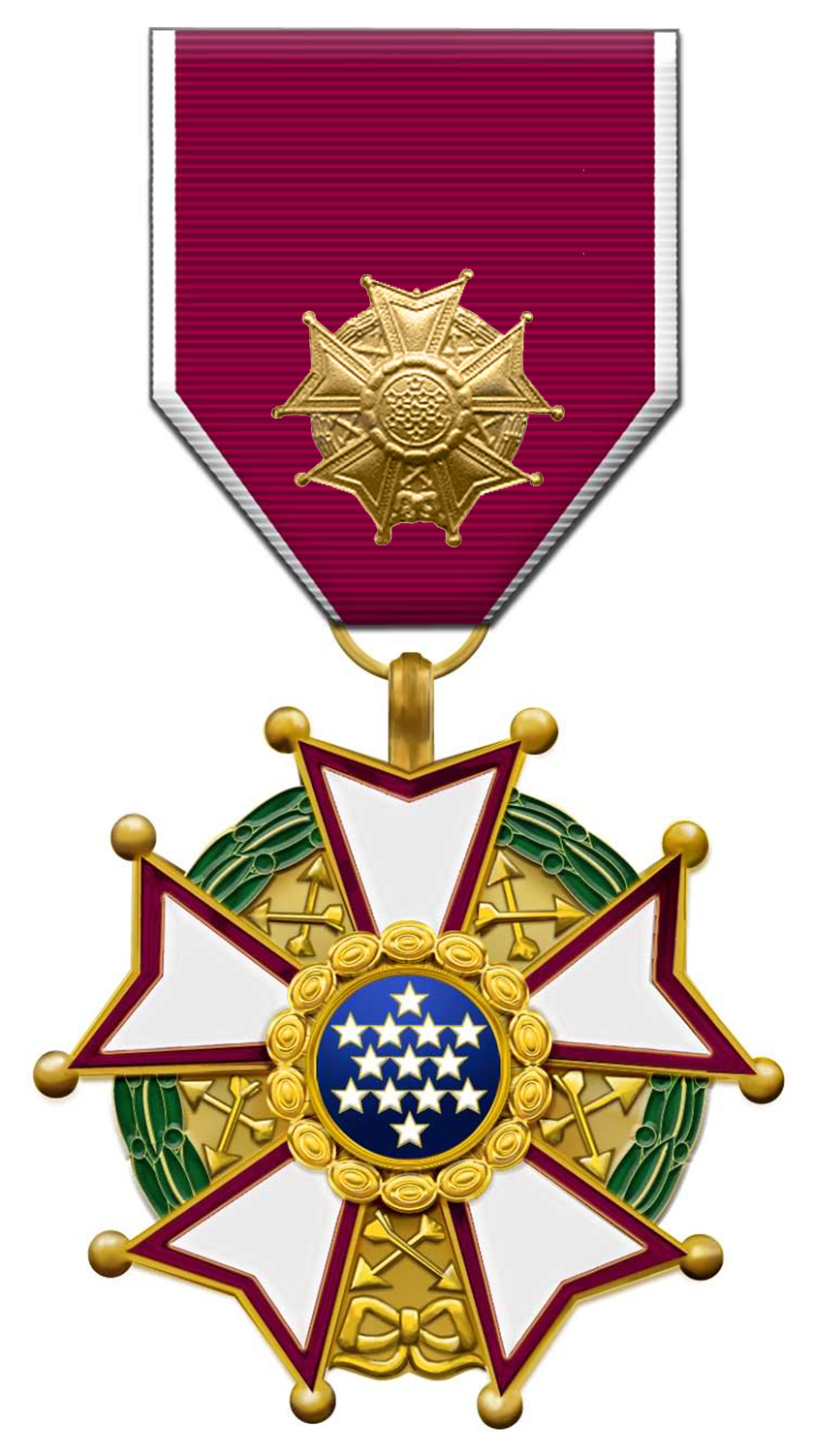
장교
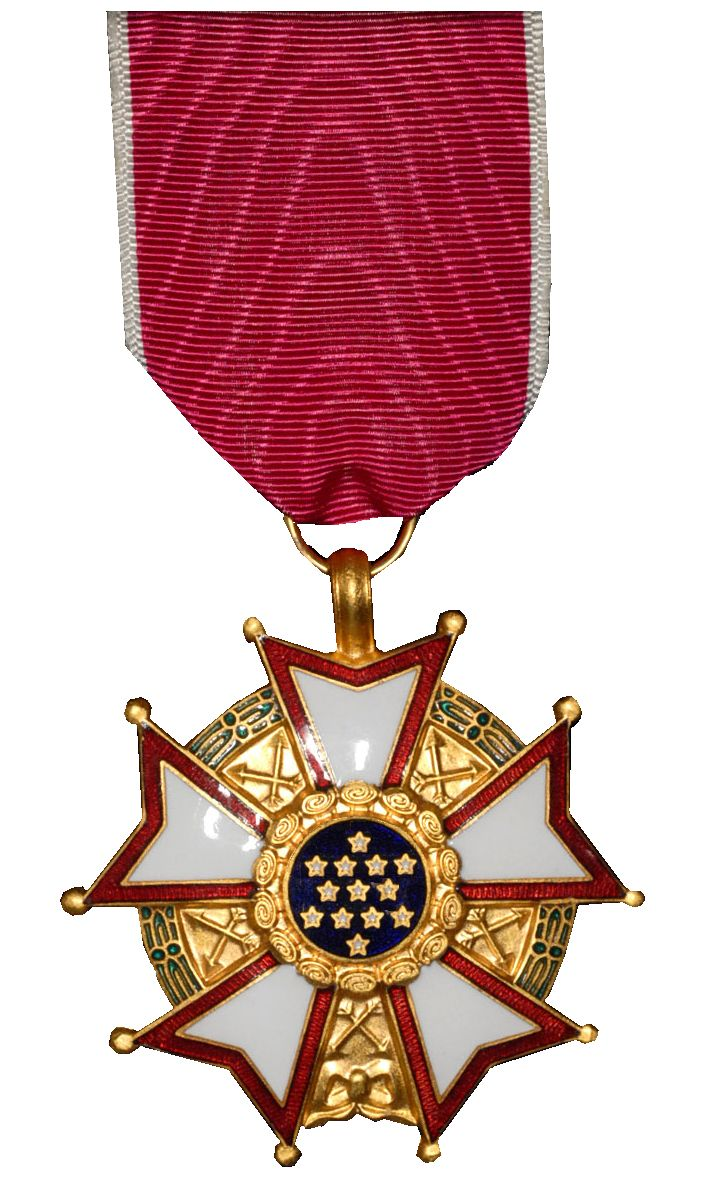
레지온네어